# Balingup
Balingup – miasto w Australii, w stanie Australia Zachodnia.